# ОЦ-21
ОЦ-21 «Малюк» — російський самозарядний малогабаритний пістолет.
Пістолет розробив у середині 1990-х років конструктор Тульського ЦКИБ СОО Ю. І. Березін як зброю прихованого носіння для державних воєнізованих організацій (ОЦ-21 під патрон 9х18 мм) і приватних охоронних структур (модифікація ОЦ- 21С під патрон 9х17 мм). Є нагородною зброєю.  З 2006 року перебуває на озброєнні прокуратури РФ як зброя самозахисту для прокурорів і слідчих. 
Особливістю конструкції ОЦ-21 є відсутність виступних деталей, чого вдалося домогтися скасувавши запобіжні пристосування і зробивши курок, мушку і цілик прихованими. Автоматика пістолета працює за рахунок відбою вільного затвора. Боєприпаси подаються з однорядного коробчатого магазина на 5 патронів, в нижній частині якого знаходиться додатковий упор для безіменного пальця руки, що підвищує надійність утримання зброї при стрільбі. Розміри пістолета дозволяють його таємно носити в будь-якому одязі, дамській сумочці.

## Тактико-технічні характеристики
- Маса без патронів: 560 г
- Довжина: 126 мм
- Довжина ствола: 63,5 мм
- Ширина: 20 мм
- Висота: 100 мм
- Боєприпаси: патрони 9х18 мм ПМ, 9 × 17 мм
- Місткість магазина: 5 патронів
- Початкова швидкість польоту кулі: 315 м / с
- Зусилля спуску: 70 Н (7 кг)

## Варіанти і модифікації

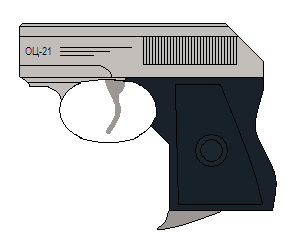

- ОЦ-21С — службовий варіант під патрон 9х17 мм К.
- ОЦ-26 «Малюк» — варіант під патрон 5,45 х18 мм.